# مهندس میکس
یک مهندس میکس (به انگلیسی: Mixing engineer) مسئولیت ترکیب اِلمان‌های مختلف صوتی (مانند وکال، سازها و افکت‌های صوتی و ...) در یک اثر ضبط ‌شده‌ی موسیقی، و تولید نسخه‌ای نهایی از اثر موسیقی (که اصطلاحاً به آن «میکس نهایی» هم گفته می‌شود) را بر عهده دارد. هدف مهندس میکس از انجام فرایند صداآمیزی، ایجاد تعادل در حجم صدای اجزای مختلف آهنگ، تعیین موقعیت پانورامیک منابع صوتی، و اعمال افکت‌های مختلف صوتی بر عناصر مختلف اثر موسیقایی است.
بهترین متخصصین میکس، از سال‌ها تجربه‌ی مرتبط با فرایند میکس و تسلط کافی بر ابزار صداآمیزی برخوردارند. یک مهندس میکس، خلأ موجود میان یک هنرمند و یک دانشمند در صنعت موسیقی را پر می‌نماید و از توانایی خود برای بهبود ساختار هارمونیک صدا و ایجاد رنگی دل‌نشین در آن بهره می‌گیرد. فعالیت مهندسین میکس در سراسر صنعت موسیقی، به ویژه در عصر مدرن قابل رویت است. امروزه بسیار از هنرمندان آثار خود را از طریق سیستم رایانه شخصی و با نرم‌افزارهای آهنگسازی میکس میکنند.میکس در عصر مدرن با وسیله های مختلف انجام میشود و با توجه به نیاز مخاطبین هر روزه این صنعت دچار چالش های مختلفی است ...

## تحصیلات
معمولاً مهندسین میکس دارای پیشینه‌ی فعالیت در موسیقی هستند و گاه به صورت رسمی دوره‌هایی را در استودیوهای حرفه‌ای گذرانده‌اند. برخی از آنها نیز دارای تحصیلات آکادمیک در رشته‌های مهندسی صدا و مهندسی ضبط هستند. بهره‌مندی از مدرک تحصیلی موجب کمک به بهبود اعتبار حرفه‌ای یک مهندس میکس می‌گردد. با این حال باور غالب در صنعت موسیقی حاکی از این است که بهترین مهندسین میکس، در اثر سال‌ها تجربه در فعالیت میدانی در استودیو و کلنجار رفتن با دستگاه‌های پیچیده‌ی میکس قدم به عرصه‌ی حرفه‌ای گذاشته‌اند. فرایند میکس نیازمند قدرت شنوایی بالاست و این ویژگی تنها پس از سال‌ها مشاهده انواع اصوات موسیقایی قابل کسب است. شناخت کامل پارامترهای تأثیرگذار بر کیفیت صوتی یک اثر، و تسلط کامل بر محتوای فرکانسی و فیلترها و افکت‌های مورد استفاده در آن، تنها نتیجه‌ی سال‌ها فعالیت میدانی و درگیری در فرایند آزمون و خطاست.

## شیوه‌ها
مهندسین میکس در فرایند کاری خود متکی بر بینش تخصصی خود نسبت به موضوع‌های مختلف هستند، اما تمام مهندسین میکس در فرایند کاری خود از اصول مشترکی پیروی می‌کنند:
- آنالیز و شناخت سلیقه و سبک کاری سازنده اثر موسیقی
- شناسایی مهم‌ترین المان‌های موجود در اثر (سازها، وکال و....)
- درک این مسئله که چطور تأکید بر یک یا دو المان خاص، به معنی کاهش گیرایی و اهمیت دیگر عناصر موجود در آن اثر است.
- انجام ظریف‌کاری‌های پایانی میکس

### بالانس میکس
مهندس میکس، هرکدام از عناصر (صدای سازها و وکال و ....) موجود در یک اثر موسیقی را به صورت جداگانه دریافت می‌کند. این مرحله، به عنوان مرحله‌ی نخست فرایند میکس، مصادف با اتمام کامل فرایند ضبط است. فرایند کاری یک مهندس میکس در ایجاد تعادل میان هرکدام از جریان‌های صوتی تعریف می‌شود که از طریق افکت پروسسورها انجام می‌پذیرد.
- برابرسازی یا ایکوالایزیشن[پ] - اصلی‌ترین ابزار یک مهندس میکس دستگاه صداآمیزی (کنسول میکس) است. این دستگاه مختصات نقاط مختلفی از طیف فرکانس صوتی را نسبت به دیگر دیگر نقاط آن تغییر می‌دهد. مهندس میکس از این دستگاه به منظور حذف یا تغییر بخشی مشخص از طیف فرکانس صوتی یک ساز (یا صدای خواننده) استفاده می‌کند. بیشترین تمرکز مهندس میکس بر بازه‌ی ۴۰۰ تا ۸۰۰۰ هرتز است که حساسترین بخش دستگاه شنوایی انسان است. یکی از مهمترین مراحل برابرسازی صدا، حذف فرکانس‌های متعارض در بازه‌ی ۲۵۰ تا ۸۰۰ هرتز است، چراکه افزونگی حاصل از تعدد محتوای صوتی در این بازه‌ی فرکانسی موجب شکل‌گیری پدیده‌ای آزاردهنده و ناخوشایند می‎شود که به اصطلاح «لجن» خوانده می‌شود. حذف اصوات اضافی از این بازه‌ی فرکانسی موجب افزایش وضوح صوتی می‌شود. افزایش صدای فرکانس‌های پایین‌تر از این بازه، موجب پر شدن صدا و عمق گرفتن آن می‌شود. در حالیکه با افزایش صدای فرکانس‌های بالاتر از این بازه، حضور صدای مورد نظر در موسیقی بیشتر می‌شود (این مورد تنها در صورتی رخ می‌دهد که صدای مربوط با دیگر خطوط موجود در موسیقی تداخل فرکانسی نداشته باشد). استفاده‌ی درست از فیلتر Q با ارزش عددی بالا در کار موجب تغییرات پرظرافت اما قابل تشخیص در کیفیت صوتی کار می‌شود. این نوع از برابرسازی به طور خاص برای ویرایش صدای خواننده (بازه‌ی ۳۰۰ تا ۳۰۰۰ هرتز) ضروری است. تغییر یک دسی‌بل با ارزش Q بالا می‌تواند تأثیری معادل با ۵ الی ۶ دسی‌بل داشته باشد. به خاطر داشته باشید که حذف فرکانس‌های "لجن" (فرکانس‌های دارای تداخل صوتی در بازه‌ی ۲۵۰ تا ۸۰۰ هرتز) موجب افزایش حضور صوتی فرکانس‌های بالاتر می‌شود. استفاده از تجزیه کننده اسپکتروم فرکانسی تا حد زیادی به تشخیص این موارد در یک ساختار هارمونیک به شما کمک می‌نماید. با این حال هریک از مهندسین میکس با رویکردی متفاوت عملیات صداآمیزی خود را راهبری می‌کند.
- متراکم سازی دامنه‌ی دینامیک[ت] - کمپرسور ابزاری است که دامنه‌ی صوتی بین ضعیف‌ترین و قویترین سیگنال را کاهش می‌دهد. استفاده از کمپرسور فرایندی بسیار حساس و فنی است. در صورتی که هریک از پارامترهای آن، مثل نسبت کاهندگی[ث]، سرعت واکنش[ج] و مدت زمان تاثیرگزاری[چ] به درستی تنظیم شود، میزان حضور صوتی یک سیگنال در اثر موسیقایی بیشتر می‌شود. اما استفاده‌ی افراطی از این ابزار ساختار صوتی اثر را دچار اختلال کرده و تار و پود آن را از هم می‌شکافد.
- پنینگ[ح] - تنظیمات مربوط به پنینگ سیگنال‌های صوتی را در دامنه‌ی استریو توزیع می‌کند که موجب ایجاد فضای بیشتر برای تمام عناصر صوتی موجود در یک اثر موسیقایی می‌شود. با این حال لازم به ذکر است که ویژگی‌هایی چون ریوربراسیون[خ] و ساختار افکت‌های وابسته به زمان (مثل اکو، دیلی، و ریورب) بر این تصویر صوتی در دامنه‌ی استریو تأثیر می‌گذارد که همه‌ی این پارامترها در فضای نرم‌افزارهای آهنگسازی مدرن به طور دقیق قابل کنترل هستند. فرایند پنینگ حجم نسبی سیگنال‌های صوتی را دچار تغییر می‌کند که موجب ایجاد توده و فضا در چینش سیگنال‌های صوتی می‌شود.
- افکت‌ها - مهندسین میکس در فرایند کاری خود از ابزارهای صوتی خاصی چون ریورب، دیلی، کورس و ... جهت فضاسازی و اتمسفر کار استفاده می‌کنند. استفاده از این ابزار موجب ارتقا سطح کیفی و خلاقیت در کار می‌شود.[۲]